# Dingwall
Dingwall är en ort i Storbritannien.   Den ligger i kommunen Highland och riksdelen Skottland, i den norra delen av landet, 700 km norr om huvudstaden London. Dingwall ligger 9 meter över havet och antalet invånare är 5 025.
Terrängen runt Dingwall är kuperad åt nordväst, men åt sydost är den platt. En vik av havet är nära Dingwall åt nordost. Runt Dingwall är det ganska glesbefolkat, med 38 invånare per kvadratkilometer. Närmaste större samhälle är Inverness, 17,7 km sydost om Dingwall. Trakten runt Dingwall består i huvudsak av gräsmarker.